# Lozekia deubeli
Lozekia deubeli is een slakkensoort uit de familie van de Hygromiidae. De wetenschappelijke naam van de soort is voor het eerst geldig gepubliceerd in 1890 door M. von Kimakowicz.